# Camp de César (Chariez)
Pour les articles homonymes, voir Camp de César et Motte.
Le Camp de César est un plateau surplombant les communes de Chariez et de Vaivre-et-Montoille, inscrit à l'Inventaire national du patrimoine naturel en 1996, situé à Chariez, dans l'agglomération de Vesoul, dans la Haute-Saône.

## Situation géographique
Le camp de César est entouré de coteaux abrupts et de falaises, sauf au sud-est où il est rattaché au plateau principal par un isthme de 200 m de large. Son altitude varie de 375 à 386 mètres. Le plateau occupe une superficie de 40 hectares.
Ce site domine la reculée et le village de Chariez au sud-ouest, la vallée du Durgeon au nord-ouest et le village de Vaivre-et-Montoille au nord-est.
Son accès par la route est possible par le sud-est en empruntant le chemin depuis la Croix-aux-curés.

## Histoire
Le plateau est occupé depuis la préhistoire (paléolithique), comme en témoigne la découverte de pierres taillées datant du magdalénien.

## Toponymie
Il n'y a vraisemblablement pas eu d'occupation romaine au Camp de César, comme pourrait le laisser penser son nom, ces Camps de César étant en effet généralement des appellations apparues au XVIIe siècle qui se réfèrent à des éperons barrés du néolithique, de l'âge de fer ou encore à des substructions médiévales. La mention Camp romain est portée sur les cartes de Cassini et de l'état major.
La situation du plateau, la levée de terre et de pierres protohistorique barrant l'accès et la situation dominante peuvent expliquer cette dénomination fantaisiste.
De nombreux lieux portent le nom de Camp romain en Haute-Saône, dont 3 surplombant Vesoul :
- Le Plateau de Cita à Echenoz-la-Méline.
- Le plateau du Sabot à Frotey-les-Vesoul.
- Le Camp de César de Chariez.

## Lieux remarquables

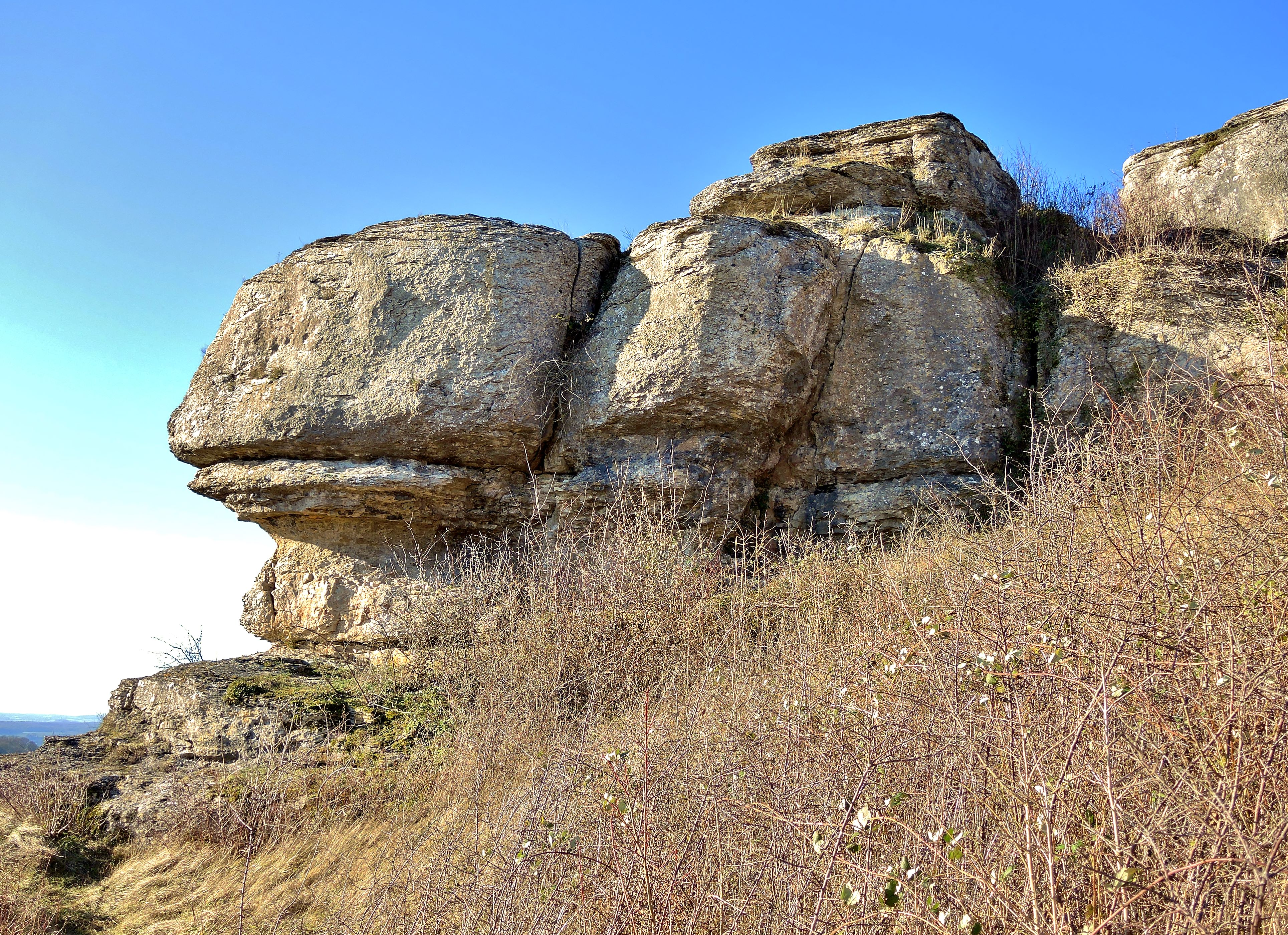
Bouquet de rochers dominant le village de Chariez, situé côté ouest du plateau nommé camp de César

Les roches surplombant la grotte au sud-ouest du plateau offrent une vue panoramique sur le village et la vallée de Chariez.
Les falaises bordant le plateau sont équipées pour la pratique de l'escalade.
Une piste d'envol de deltaplane et parapente est située au nord du plateau, avec l’atterrissage dans la plaine au lieu-dit Fontaine-Froide.
Les points de vue et les sentiers sont prisés des promeneurs et permettent d'admirer les vallées environnantes ainsi que la colline de la Motte et le Lac de Vaivre.

## Site protégé
163 hectares entre 241 et 386 m d'altitude englobant le plateau et les coteaux sont inscrits à l'inventaire national du patrimoine naturel.